# Université Taylor's
L'université Taylor's (en anglais : Taylor's University College) est une université privée de langue anglaise située à Kuala Lumpur en Malaisie.

## Histoire
Taylor's a été promue au statut d'université en octobre 2010.

## Facultés et cursus

### Architecture et Géométrie
- Foundation in Natural and Built Environments
- Bachelor of Science (Hons) (Architecture)
- Bachelor of Quantity Surveying (Hons)

### Biosciences
- Foundation in Science
- Bachelor of Biotechnology (Hons)
- Bachelor of Biomedical Science (Hons)
- Bachelor of Science (Hons) (Food Science & Nutrition)

### Affaires et Commerce
- Taylor's Business Foundation
- Diploma in Business
- Bristol MBA (Master in Business Administration, UWE)
- Master in Finance
- Master in Management
- PhD in Business
- ACCA Professional Level

Taylor's University and the University of the West of England (UWE)
- Bachelor of Business (Hons) Business Administration
- Bachelor of Business (Hons) Human Resource Management
- Bachelor of Business (Hons) International Business
- Bachelor of Business (Hons) International Business & Marketing

University of South Australia
- Bachelor of Management (Marketing)
- Bachelor of Applied Finance
- Bachelor of Commerce (Accounting)

The University of the West of England, Bristol (RU)
- BA (Hons) Accounting & Finance

### Communication
- Foundation in Communication
- Diploma in Communication (Advertising / Broadcasting / Journalism / Public Relations)
- Bachelor of Mass Communication (Hons) (Advertising)
- Bachelor of Mass Communication (Hons) (Broadcasting)
- Bachelor of Mass Communication (Hons) (Public Relations)
- Bachelor of Mass Communication (Hons) (PR and Event Management)

University of South Australia
- Bachelor of Arts (Comm. & Media Management)
- Bachelor of Journalism

### Informatique
- Foundation in Computing
- Diploma in Information Technology

RMIT University (Australie)
- Bachelor of Computer Science
- Bachelor of Information Technology
- Bachelor of Computer Science (Hons) (Computer Security and Forensic)
- Bachelor of Software Engineering (Hons)

### Arts graphiques et Design
- Foundation in Design

Queensland University of Technology (Australie)
- Diploma in Interior Design

Swinburne University of Technology (Australie)
- Diploma in Graphic Communication Design
- Diploma in Multimedia Design

Northumbria University (RU)
- BA (Hons) in Graphic Communication Design
- BA (Hons) in Interactive Multimedia Design
- BA (Hons) Interior Architecture

### Ingénierie
- Foundation in Science
- B.Eng (Hons) Chemical Engineering
- B.Eng (Hons) Electronic & Electrical Engineering
- B.Eng (Hons) Mechanical Engineering

### Hôtellerie, Tourisme et Arts Culinaires
- Certificat en Hôtellerie
- Advanced Diploma in Patisserie & Gastronomic Cuisine
- Licence de Culinologie

 Partenariats avec le GRETA GARONNE et l'Académie de Toulouse (France)
- Bac Pro Cuisine - Diploma in Culinary Arts
- Bac Techno Hôtelier - Diploma in Hospitality Management
- Brevet de Technicien Tourisme - Diploma in Tourism Management

Partenariats avec l'Université de Toulouse Le Mirail, le GRETA GARONNE et l'Académie de Toulouse
- Licence de gestion hôtelière
- Licence en arts culinaires et services alimentaires
- Licence de tourisme
- Licence de gestion événementielle

### Droit
- Licence de Droit (Université de Reading, R.U.)

### Médecine
- Foundation in Science
- Medical Degree Transfer Program (MDTP)
- Bachelor of Medicine, Bachelor of Surgery (MBBS)

### Pharmacie
- Foundation in Science
- Bachelor of Pharmacy (Hons) & Master of Pharmacy (Hons)

### Préparations
- Cambridge A Levels
- Canadian Pre-University
- International Baccalaureate Diploma Programme
- South Australian Matriculation

### Deuxième cycle
- Master professionnel en gestion hôtelière
- Msc. Tourisme (recherche)
- Master de Finance
- Master de Gestion
- MBA (Master in Business Administration, UWE, Angleterre)

### Troisième cycle
- Doctorat en Affaires
- Doctorat d'Ingénierie
- Doctorat en Hôtellerie et Tourisme
- Doctorat en Sciences